# St. Dionysius (Heppendorf)

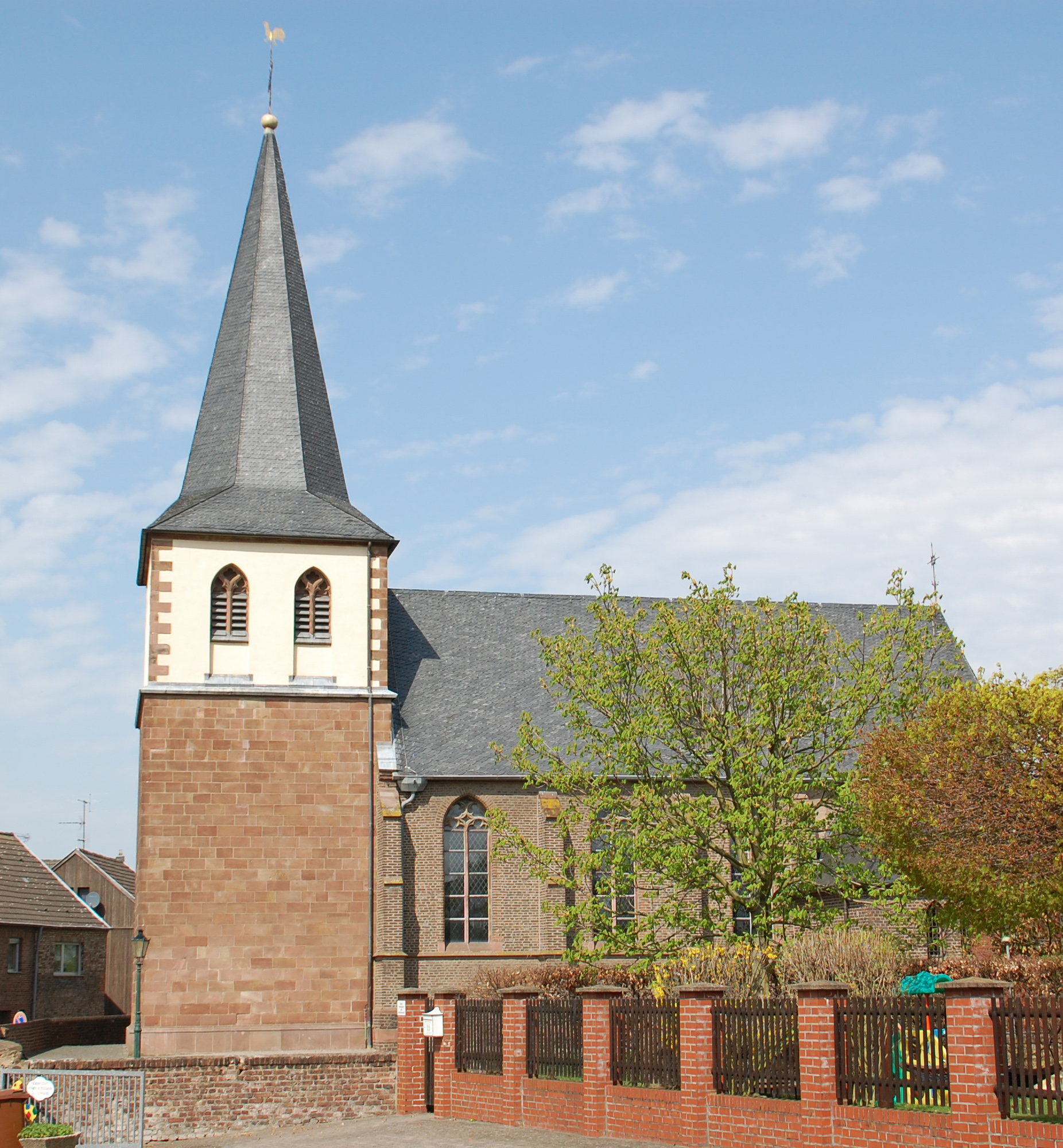
St. Dionysius in Heppendorf

St. Dionysius ist die römisch-katholische Pfarrkirche des Ortsteils Heppendorf der Stadt Elsdorf (Rheinland) im Rhein-Erft-Kreis (Nordrhein-Westfalen).
Die Kirche ist unter Nummer 101 in die Liste der Baudenkmäler in Elsdorf (Rheinland) eingetragen und dem hl. Dionysius von Paris geweiht.

## Geschichte
Eine Kirche in Heppendorf wurde das erste Mal 1246 urkundlich erwähnt. Die Patronatsrechte besaß von mindestens 1246 bis 1802 das Stift St. Gereon in Köln. Im liber valoris aus der Zeit um 1300 wurde das Gotteshaus als Pfarrkirche aufgeführt, denn Heppendorf ist mindestens seit 1246 eigenständige Pfarrei. Jedoch besteht schon seit Ende des 11. Jahrhunderts ein Gotteshaus in Heppendorf. Von der ersten Kirche rühren noch die beiden unteren Geschosse des im 11. Jahrhundert im Baustil der Romanik errichteten Glockenturms her. An den Turm schloss sich vermutlich eine kleine romanische Saalkirche an.
Um das Jahr 1505 wurden das romanische Kirchenschiff abgerissen und die heutige zweischiffige, spätgotische Hallenkirche an den Turm angebaut. Zeitgleich erhielt der Glockenturm das oberste Geschoss und eine Verblendung mit Sandsteinen.

## Architektur
St. Dionysius ist eine zweischiffige und fünfjochige spätgotische Hallenkirche mit vorgesetztem romanischen und dreigeschossigen Glockenturm im Westen. Haupt- und Seitenschiff schließen je auf gleicher Höhe mit einem dreiseitig geschlossenen Chor. Der Hauptchor wird im dritten Joch mit einem Gurtbogen vom Rest des Hauptschiffes abgetrennt. Die beiden Schiffe werden von Kreuzrippengewölben und der Chorraum von Sterngewölben überspannt. Die Nordwand und die Chorwände werden durch Tuffsteinbänder gegliedert. Die Fenster besitzen alle Maßwerk und sind zweibahnig. An der Nordseite des Glockenturmes befindet sich ein romanisches Portal aus Buntsandstein. Das gotische dritte Geschoss des Turmes wird durch ein Horizontalgesims von den älteren Untergeschossen abgesetzt und besitzt auf jeder Seite zwei zweibahnige Schallfenster mit Maßwerk. Bekrönt wird der Turm von einem achtseitigen Turmhelm.

## Ausstattung
In der Kirche befinden sich eine Orgelempore aus dem Jahr 1640, ein Taufstein aus dem 17. Jahrhundert, eine barocke Kanzel aus dem 18. Jahrhundert, ein neogotischer Hochaltar mit zugehörigem Nebenaltar, zwei Beichtstühle von Anfang des 19. Jahrhunderts und eine Anna-selbdritt-Gruppe aus dem 15. Jahrhundert, welche im 16. Jahrhundert bearbeitet wurde.
Die Buntglasfenster sind Werke verschiedener Künstler. So schuf Jakob Melchior um 1952 zwei Fenster für den Nebenchor. Das eine zeigt die Verkündigung des Herrn und das andere zeigt die Aufnahme Marias in den Himmel. Ernst Jansen-Winkeln entwarf 1987 das dritte Fenster für den Nebenchor. Es zeigt die Anbetung der Heiligen Drei Könige. Die drei Fenster des Hauptchores wurden nach Entwürfen von Paul Weigmann um 1960 angefertigt. Diese zeigen wichtige biblische Gestalten und Heilige. Die Fenster an der Nord- und Südwand der Kirche könnten Werke von Paul Franz Bonnekamp sein, was jedoch nicht sicher ist. Sie wurden um 1955 eingesetzt und zeigen verschiedene Heilige.

## Glocken
Im Glockenturm befanden sich bis 1964 nur drei Bronzeglocken aus dem 15. Jahrhundert von drei unterschiedlichen Gießern, welche im Zweiten Weltkrieg glücklicherweise nicht eingeschmolzen worden sind. 1964 wurde das Geläut um zwei Glocken ergänzt, die sich gut in das historische Geläut einfügen.
| Nr. | Name               | Durchmesser (mm) | Masse (kg, ca.) | Schlagton (HT-1/16) | Gießer                                             | Gussjahr |
| 1   | Maria              | 1.473            | 1.250           | d' -2               | Johan van Duren                                    | 1473     |
| 2   | Christus           | 1.219            | 1.100           | e' +3               | Jakob von Venlo                                    | 1467     |
| 3   | Paulus             | 972              | 550             | g' +3               | Hans Hüesker, Fa. Petit & Gebr. Edelbrock, Gescher | 1964     |
| 4   | Sebastianus        | 857              | 360             | a' +2               | Hans Hüesker, Fa. Petit & Gebr. Edelbrock, Gescher | 1964     |
| 5   | Jesus-Maria-Joseph | 747              | 250             | c" +3               | Heinrich von Ouerraide                             | 1490     |

Motiv: Doppeltes Gloria